# Neobaeorix
Neobaeorix is een geslacht van hooiwagens uit de familie Assamiidae.
De wetenschappelijke naam Neobaeorix is voor het eerst geldig gepubliceerd door Lawrence in 1962. 

## Soorten
Neobaeorix is monotypisch en omvat slechts de volgende soort:
- Neobaeorix cornuta